# Fred Paul
Fred Paul (Losanna, 11 novembre 1880 – Westcliff-on-Sea, 1967) è stato un regista, attore, sceneggiatore e produttore cinematografico britannico nato in Svizzera, attivo durante l'epoca del cinema muto. Fu un prolifico attore e regista negli anni 10 e 20 del 900, ma la sua carriera declinò drasticamente con l'arrivo dei film sonori.

## Biografia
Nacque in Svizzera nel 1880 e si trasferì poi in Gran Bretagna in giovane età dove, ancora adolescente, lavorò come attore in alcuni film come The Stolen Heir (di A.E. Coleby, 1910) prima di dedicarsi alla regia. Si specializzò nella trasposizione di romanzi e opere teatrali popolari come Il ventaglio di Lady Windermere, The Lyons Mail e Il vicario di Wakefield. Negli anni 20 diresse, a volte recitandovi egli stesso, film d'avventura e melodrammi. Con l'avvento del sonoro la sua carriera ebbe un tracollo e negli anni 30 fece solo alcuni musical a basso budget.

## Filmografia

### Regia
- Infelice (1915, co-diretto con L.C. MacBean )
- The Angels of Mons (1915, co-diretto con L.C. MacBean)
- The Face at the Telephone (1915, co-diretto con L.C. MacBean)
- Whoso Is Without Sin
- How Richard Harris Became Known as Deadwood Dick (1915, co-diretto con L.C. MacBean)
- The Dop Doctor (1915, co-diretto con L.C. MacBean)
- Deadwood Dick's Vengeance (1915, co-diretto con L.C. MacBean)
- Deadwood Dick and the Mormons (1915, co-diretto con L.C. MacBean)
- Deadwood Dick Spoils Brigham Young (1915, co-diretto con L.C. MacBean)
- Deadwood Dick's Red Ally (1915, co-diretto con L.C. MacBean)
- Deadwood Dick's Detective Pard (1916, co-diretto con L.C. MacBean)
- Still Waters Run Deep (1916)
- The Second Mrs. Tanqueray (1916)
- Lady Windermere's Fan
- The New Clown (1916)
- Her Greatest Performance (1916)
- The Vicar of Wakefield
- Dr. Wake's Patient (1916)
- The Lyons Mail (1916)
- Masks and Faces (1917)
- The Duchess of Seven Dials (1920)
- Lady Tetley's Decree (1920)
- The Little Welsh Girl (1920)
- The House on the Marsh (1920)
- The Lights of Home (1920)
- Uncle Dick's Darling (1920)
- The English Rose (1920)
- The Money Moon (1920)
- The Flat (1921)
- The Gentle Doctor (1921)
- The Last Appeal (1921)
- The Oath (1921)
- The Woman Upstairs (1921)
- Delilah (film 1921) (1921)
- The Guardian of Honour (1921)
- The Happy Pair (1921)
- The Nurse (1921)
- The Return (1921)
- The Sting of Death (1921)
- A Voice from the Dead (1921)
- Polly (1921)
- A Bit of Black Stuff (1921)
- Her Romance (1921)
- The Jest (1921)
- Letters of Credit (1921)
- The Secret of the Safe (1921)
- Six and a Half Dozen (1921)
- That Love Might Last (1921)
- The Flirtations of Phyllis
- A Game for Two (1921)
- Mary's Work (1921)
- The Upper Hand (1921)
- The Curse of Westacott (1921)
- A Woman Misunderstood (1921, co-diretto con Jack Raymond)
- Barbara Elopes (1921, co-diretto con Jack Raymond)
- Brown Sugar (1922)
- The Faithful Heart (1922)
- If Four Walls Told (1922)
- The Right to Strike (1923)
- The Hotel Mouse (1923)
- Castles in the Air (1923)
- The Cafe L'Egypte (1924)
- The Coughing Horror (1924)
- Cragmire Tower (1924)
- The Golden Pomegranates (1924)
- The Green Mist (1924)
- Greywater Park (1924)
- Karamaneh (1924)
- The Midnight Summons (1924)
- A Madonna of the Cells (1925)
- Ragan in Ruins (1925)
- The Last Witness (1925)
- Guy of Warwick (1926)
- Safety First (1926)
- Thou Fool (1926)
- The Luck of the Navy (1927)
- The Scarred Face (1928)
- The Zone of Death (1928)
- The Light on the Wall (1928)
- The Living Death (1928)
- The Torture Cage (1928)
- Under the Tide (1928)
- The Broken Melody (1929)
- Romany Love (1931)
- In a Lotus Garden (1931)
- Morita (1931)

### Sceneggiatura
- Whoso Is Without Sin (1915, regia di Fred Paul)
- Lady Tetley's Decree (1916, regia di Fred Paul)
- The Flat (1921, regia di Fred Paul)
- The Oath (1921, regia di Fred Paul)
- A Voice from the Dead (1921, regia di Fred Paul)
- The Cafe L'Egypte (1924, regia di Fred Paul)
- The Coughing Horror (1924, regia di Fred Paul)
- Cragmire Tower (1924, regia di Fred Paul)
- The Golden Pomegranates (1924, regia di Fred Paul)
- The Green Mist (1924, regia di Fred Paul)
- Greywater Park (1924, regia di Fred Paul)
- Karamaneh (1924, regia di Fred Paul)
- The Midnight Summons (1924, regia di Fred Paul)
- Yellow Stockings (1928, regia di Fëdor Komissarževskij)
- The Broken Melody (1929, regia di Fred Paul)

### Attore
- The Stolen Heir (1910, regia di A.E. Coleby)
- A Comrade's Treachery (1911, regia di H.O. Martinek)
- A Noble Revenge (1911, regia di H.O. Martinek)
- Quits  (1911, regia di H.O. Martinek)
- The Adventures of Lieutenant Daring R.N.: In a South American Port (1911, regia di David Aylott)
- The Draughtman's Revenge (1912, regia di Bert Haldane)
- The Sixth Commandment (1912, regia di Edwin J. Collins)
- Three-Fingered Kate: The Wedding Presents (1912, regia di Charles Raymond)
- The Gentleman Ranker (1912, regia di H.O. Martinek)
- Through Death's Valley (1912, regia di Sidney Webber Northcote)
- Lieutenant Daring Avenges an Insult to the Union Jack (1912, regia di David Aylott)
- In the Hands of London Crooks (1913, regia di Alexander Butler)
- Sixty Years a Queen (1913, regia di Bert Haldane)
- Younita (1913, regia di Bert Haldane)
- Greater Love Hath No Man (1913, regia di Alexander Butler)
- The Great Bullion Robbery (1913, regia di Alexander Butler)
- The Anarchist's Doom (1913, regia di Alexander Butler)
- For £50,000 (1913, regia di Alexander Butler)
- East Lynne (1913, regia di Bert Haldane)
- In London's Toils (1913, regia di Alexander Butler)
- Never Forget the Ring (1913, regia di Bert Haldane)
- When Paths Diverge (1913, regia di Bert Haldane)
- Zaza the Dancer (1913, regia di Bert Haldane)
- O.H.M.S. (1913, regia di Alexander Butler)
- Uncle as Cupid (1913, regia di Bert Haldane)
- A Double Life (1913, regia di Bert Haldane)
- The Test (1913, regia di Bert Haldane)
- Allan Field's Warning (1913, regia di Bert Haldane)
- A Little Child Shall Lead Them (1913, regia di Alexander Butler)
- The Price of Deception (1913, regia di Bert Haldane)
- The Life of Lord Roberts, V.C. (1914, regia di George Pearson)
- A Son of France (1914, regia di George Pearson)
- Christmas Day in the Workhouse (1914, regia di George Pearson)
- Incidents of the Great European War (1914, regia di George Pearson)
- A Study in Scarlet (1914, regia di George Pearson)
- The Cause of the Great European War (1914, regia di George Pearson)
- As a Man Sows; or, An Angel of the Slums (1914, regia di Bert Haldane)
- The Last Round (1914, regia di Bert Haldane)
- Lights of London (1914, regia di Bert Haldane)
- Jim the Fireman (1914, regia di Bert Haldane)
- Deadwood Dick's Red Ally (1915, regia di L.C. MacBean e di Fred Paul)
- Deadwood Dick Spoils Brigham Young (1915, regia di L.C. MacBean e di Fred Paul)
- Deadwood Dick and the Mormons (1915, regia di L.C. MacBean e di Fred Paul)
- Deadwood Dick's Vengeance (1915, regia di L.C. MacBean e di Fred Paul)
- The Dop Doctor (1915, regia di L.C. MacBean e di Fred Paul)
- How Richard Harris Became Known as Deadwood Dick (1915, regia di L.C. MacBean e di Fred Paul)
- Infelice (1915, regia di L.C. MacBean e di Fred Paul)
- John Halifax, Gentleman (1915, regia di George Pearson)
- The True Story of the Lyons Mail (1915, regia di George Pearson)
- Buttons (1915, regia di George Pearson)
- The Rogues of London (1915, regia di Bert Haldane)
- A Cinema Girl's Romance (1915, regia di George Pearson)
- Deadwood Dick's Detective Pard (1915, regia di L.C. MacBean e di Fred Paul)
- The English Rose (1915, regia di Fred Paul)
- How Kitchener Was Betrayed (1921, regia di Percy Nash)
- The Sting of Death (1921, regia di Fred Paul)
- The Gentle Doctor (1921, regia di Fred Paul)
- Black Peter (1922, regia di George Ridgwell)
- Long Odds (1922, regia di A.E. Coleby)
- If Four Walls Told (1922, regia di Fred Paul)
- The Shrine of the Seven Lamps (1923, regia di A.E. Coleby)
- The Sacred Order (1923, regia di A.E. Coleby)
- The Silver Buddha (1923, regia di A.E. Coleby)
- The Queen of Hearts (1923, regia di A.E. Coleby)
- The Man with the Limp (1923, regia di A.E. Coleby)
- The Fiery Hand (1923, regia di A.E. Coleby)
- Aaron's Rod (1923, regia di A.E. Coleby)
- The Cry of the Nighthawk (1923, regia di A.E. Coleby)
- The Knocking on the Door (1923, regia di A.E. Coleby)
- The Fungi Cellars (1923, regia di A.E. Coleby)
- The Miracle (1923, regia di A.E. Coleby)
- The Call of Siva (1923, regia di A.E. Coleby)
- The Clue of the Pigtail (1923, regia di A.E. Coleby)
- The West Case (1923, regia di A.E. Coleby)
- The Scented Envelopes (1923, regia di A.E. Coleby)
- The Right to Strike (1923, regia di Fred Paul)
- The Midnight Summons (1924, regia di Fred Paul)
- Karamaneh (1924, regia di Fred Paul)
- Greywater Park (1924, regia di Fred Paul)
- The Green Mist (1924, regia di Fred Paul)
- The Golden Pomegranates (1924, regia di Fred Paul)
- Cragmire Tower (1924, regia di Fred Paul)
- The Coughing Horror (1924, regia di Fred Paul)
- The Cafe L'Egypte (1924, regia di Fred Paul)
- The Recoil (1924, regia di T. Hayes Hunter)
- Straws in the Wind (1924, regia di Bertram Phillips)
- A Madonna of the Cells (1925, regia di Fred Paul)
- Ragan in Ruins (1925, regia di Fred Paul)
- The Mystery of Dr. Fu Manchu (1925, regia di A.E. Coleby)
- The Last Witness (1925, regia di Fred Paul)
- Under the Tide (1928, regia di Fred Paul)
- The Torture Cage (1928, regia di Fred Paul)
- The Living Death (1928, regia di Fred Paul)
- The Light on the Wall (1928, regia di Fred Paul)
- The Zone of Death (1928, regia di Fred Paul)
- The Scarred Face (1928, regia di Fred Paul)

### Produzione
- Her Greatest Performance (1916, regia di Fred Paul)
- The Vicar of Wakefield (1916, regia di Fred Paul)
- Masks and Faces (1917, regia di Fred Paul)
- Dombey and Son (1919, regia di Maurice Elvey)
- The Coughing Horror (1924, regia di Fred Paul)
- The Scarred Face (1928, regia di Fred Paul)
- The Zone of Death (1928, regia di Fred Paul)
- The Light on the Wall (1928, regia di Fred Paul)
- The Living Death (1928, regia di Fred Paul)
- The Torture Cage (1928, regia di Fred Paul)
- Under the Tide (1928, regia di Fred Paul)